# Masacre en Indonesia de 1965-1966
Las masacres en Indonesia de 1965-1966, también conocidas como el genocidio indonesio, la purga anticomunista indonesia o la tragedia de 1965, consiste en la represión desatada contra el Partido Comunista de Indonesia (PKI) y sus simpatizantes, por parte de las milicias del Partido Nacional Indonesio. Otros grupos afectados incluyeron supuestos simpatizantes comunistas, mujeres del movimiento activista Gerwani, sindicalistas, javaneses abangan, chinoindonesios, ateos, los así llamados «infieles o no creyentes» y supuestos izquierdistas en general. Se considera como un evento que buscó la eliminación del Partido Comunista como fuerza política dentro del país en un contexto de Guerra Fría. La convulsión del período significó la caída del gobierno del presidente Sukarno y el inicio del mandato autoritario de tres décadas del líder político y militar indonesio Suharto.
Las cifras de asesinados en el genocidio oscilan entre 500 000 y un millón de personas, según las fuentes mayormente citadas. Otras hablan de dos a tres millones de víctimas durante las masacres. Las matanzas tuvieron lugar en Yakarta, Bali y posteriormente otras islas de Indonesia. Los asesinatos en masa no sólo apuntaron a miembros del partido comunista, sino que también fueron víctimas simpatizantes de izquierda y personas de etnia china.
Documentos desclasificados en 2017 revelaron que el gobierno estadounidense tenía un conocimiento detallado sobre los asesinatos en masa desde un comienzo y que de hecho apoyaron las acciones de las Fuerzas Armadas de Indonesia. La complicidad norteamericana en las matanzas incluyó proveer listas con nombres de los miembros oficiales del PKI a los escuadrones del Ejército de Indonesia.
Por su parte, el gobierno indonesio tiene una postura negacionista acerca de las matanzas, incluso algunos portavoces oficiales consideran que corresponde a un hecho que "está en el pasado" por lo que el Estado ha adoptado una posición de negar cualquier tipo de sentencia que aluda al genocidio. Aun así algunos civiles perpetradores de los asesinatos reconocen actualmente haberlos cometido.

## Contexto
A partir del año 1957, el gobierno del presidente Sukarno de Indonesia instauró lo que denominó una política de "Democracia Guiada" para el país. Para su proyecto político, el mandatario generó la coalición Nasakom que reunía a grupos militares, religiosos y al Partido Comunista de Indonesia. A mediados de la década de 1960, se generó tensión entre la coalición progobierno y miembros del clero musulmán. El PKI era el tercer partido comunista más grande del mundo con alrededor de 2.000.000 de miembros oficiales.
Durante esas décadas, ya se experimentaba el período de Guerra Fría, donde las potencias occidentales temían el surgimiento de gobiernos comunistas alrededor del mundo, por lo que se inclinaban por apoyar una alternativa de gobierno afín hacia el bloque capitalista.
El 30 de septiembre de 1965 tuvo lugar lo que se conoció como el Movimiento del 30 de septiembre, en que seis miembros del alto mando de las Fuerzas Armadas de Indonesia fueron capturados y ejecutados por militantes como una medida para prevenir un golpe de Estado. Los lideró el teniente coronel Untung Syamsuri, a quién se le atribuye el nombre del movimiento.
El día 5 de octubre de ese año, una propaganda militar dirigida por el general Suharto asoció el hecho con el PKI y comenzó a esparcir la idea por el país. Se dieron a conocer imágenes gráficas y descripciones de los asesinatos a los generales, quienes habrían sido torturados e incluso castrados. Pese a la información falsa, la campaña fue exitosa y convenció a las audiencias nacionales e internacionales que el Partido Comunista Indonesio realizó los asesinatos como una medida para desestabilizar el gobierno de Sukarno. Mientras el PKI negó su participación, las tensiones que se construyeron durante los últimos años afloraron.
Suharto asumió el control del ejército, la marina y la policía en la mañana del primero de octubre. En un discurso en abierto para la radio, describió que el golpe era un movimiento contrarrevolucionario y aseguró que las fuerzas armadas tendrían que hacerse cargo del Estado. Durante esa noche, tropas de élite del Regimiento Paracommando arrasaron con la base aérea Halim, que tuvo una resistencia mínima. Con esto último, el golpe tuvo culminó definitivamente, poco más de 36 horas de su inicio.

### Matanzas

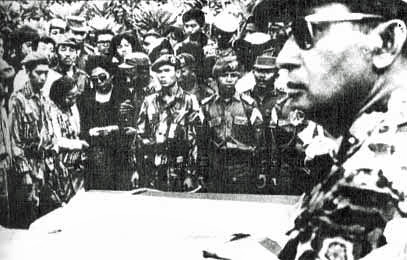
General Suharto (a la derecha) asiste al funeral de los generales asesinados

Las matanzas comenzaron en octubre de 1965 en la capital indonesia, Yakarta, luego se esparcieron hacia el centro y este del país para posteriormente derivar en otras islas como Sumatra. Los asesinatos fueron dirigidos por el ejército caracterizando a los comunistas como villanos y donde muchos civiles indonesios también se sumaron para perpetrar las matanzas junto a las Fuerzas Armadas. Las peores masacres ocurrieron en el centro y en la zona del este de Java donde el apoyo al PKI era más fuerte.
Acorde al investigador Robert Cribb, en algunos casos, las Fuerzas Armadas de Indonesia tuvieron participación directa en algunas de las matanzas. Sin embargo, usualmente sólo facilitaron las armas, entrenamiento rudimentario y le dieron ánimo a bandas de civiles para que se encargaran mayoritariamente de efectuar los asesinatos masivos. Muchos indonesios que estaban detenidos o en prisión fueron apoyados para participar de las purgas que se llevaban a cabo en el país.

#### Java
El grupo musulmán Muhammadiyah proclamó a comienzos de noviembre de 1965 que la exterminación de los miembros del PKI constituía una guerra sagrada, posición que fue apoyada por otros grupos islámicos de esa isla y también de Sumatra. Para muchos jóvenes, asesinar comunistas se convirtió en un deber religioso en la época.
Aunque en la mayoría del país los asesinatos comenzaron a aminorarse en 1966, en partes de la zona este de Java las matanzas siguieron por años. En Blitar, reductos de miembros supervivientes del PKI mantuvieron acciones guerrilleras hasta que fueron vencidos en 1967 y 1968.
Según un estudio de Siddharth Chandra, hubo cambios en los niveles de población de los distritos de Java entre 1965 y 1966. Considerando la situación combinada de las regencias de Bojonegoro, Lamongan y Tuban, se puede demostrar que los distritos costeros de la isla, tendieron a sufrir más violencia que aquellos territorios que estaban más lejanos al mar.
En todas las zonas de Java hubo un decrecimiento de la población exceptuando a las provincias remotas que fueron los únicos territorios que presentaron un crecimiento demográfico producto de la huida de potenciales víctimas en los sectores costeros. Lo que establece el estudio es que los cambios poblacionales ocurrieron por la combinación de mortalidad, natalidad y migración.

#### Bali
Como la mayoría de la población de la Provincia de Bali es hiduista, no tenía fuerzas islámicas como las involucradas en Java, pero en esta zona se atribuye a terratenientes de la clase alta del Partido Nacional Indonesio la ejecución de matanzas a partidarios del PKI.
Cientos de hogares pertenecientes a miembros del Partido Comunista Indonesio fueron quemados con sus familias estando adentro. Esta cruzada duró una semana y quienes conseguían escapar del fuego, eran acribillados afuera. La población de muchas aldeas de Bali fueron reducidas a la mitad en los últimos meses del año 1965.

#### Otras Islas
En Sumatra, campañas comunistas en contra de la inversión extranjera en plantaciones tuvo rápidas represalias en contra del PKI. En Aceh, fueron asesinadas 40.000 personas que forman parte de las 200.000 víctimas totales de Sumatra. En Borneo Occidental, un grupo de etnia Dayak expulsó a 45.000 personas de etnia china de las áreas rurales, llegando a matar hasta 5000 personas.

## Reacciones

### Internacionales
Los gobiernos occidentales percibieron las purgas como una victoria frente al comunismo dentro de un contexto de Guerra Fría. Los medios de comunicación de países como Estados Unidos, Reino Unido y Australia se inclinaron por el concepto de "Nuevo Orden" con Suharto que el antiguo régimen del PKI que fue definido como "Viejo Orden".
En 1990 salió a la luz un documento de la CIA en que estaban publicados 5000 nombres de miembros o simpatizantes del PKI y que se entregaron a los bandos militares indonesios con el fin de erradicar el Partido Comunista del país. El año 2016, la Corte Internacional de Justicia culpó a Indonesia por los hechos como un crimen contra la humanidad y le otorgó la categoría de cómplices a Estados Unidos, Reino Unido y Australia. Cifró la cantidad de muertos entre 400.000 a  3.000.000.

### Reacción del gobierno indonesio
Tras 30 años en el poder de Suharto hasta 1998 y en los posteriores años, existió una negación por parte del gobierno de Indonesia acerca de los hechos acontecidos en la década de 1960. En 2016 las autoridades de Indonesia reconocieron las matanzas, pero minimizaron sus efectos e impactos en la población. Esto significó para algunos expertos, un paso relevante pero tímido de un reconocimiento concreto del genocidio por parte del gobierno indonesio.

## Actos reivindicatorios

### Rituales
A lo largo del tiempo se han generado rituales a modo de revivir y reparar los hechos acontecidos en 1965. Existe un reclamo por parte de los familiares de las víctimas que aseguran que las almas de las personas asesinadas rondan libres y es por eso que generan ceremonias para reclamar y adorar a sus espíritus. La vinculación con espíritus es un asunto tradicional en el Sudeste Asiático.